# Braghent
Braghent fue una forma métrica de composición, de las más antiguas en la poesía escáldica, en teoría una devariación de la métrica afhent. La rima en 'aaa' o en 'Aaa' (la primera asonante). Se usó a partir del siglo XV y se compone de tres líneas en rima trocaica y las últimas dos líneas contienen cuatro sílabas acentuadas.
Tuvo muchas variantes, braghent valhent (o braghent hringhent), frárímuð y backsneidd, o la adaptación moderna stuðlafall en rima 'abb' con dos estrofas en aliteración en la primera línea, (mientras que braghent tiene tres), que aparece en Háttatal de Sveinbjörn Beinteinsson.